# Dinotrema latifemur
Dinotrema latifemur är en stekelart som först beskrevs av Fischer 1975.  Dinotrema latifemur ingår i släktet Dinotrema och familjen bracksteklar. Inga underarter finns listade i Catalogue of Life.